# モレヴリエ
モレヴリエ （Maulévrier）は、フランス、ペイ・ド・ラ・ロワール地域圏、メーヌ＝エ＝ロワール県のコミューン。

## 地理

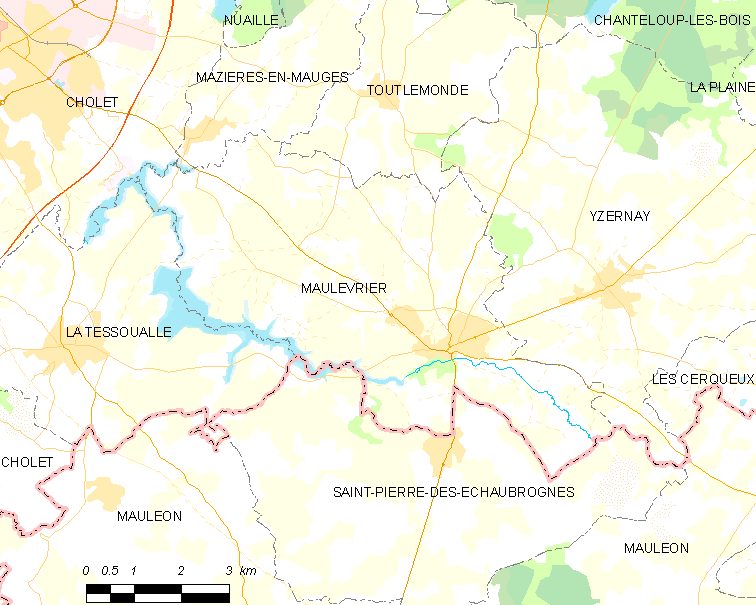
モレヴリエの位置

県南部にあり、歴史的、自然区分上でもモージュ地方に含まれる。ドゥー＝セーヴル県と境を接している。ショレの11km南東、ヴィイエの22km南西、アンジェの53km南に位置する。
東から西に向けて、モワヌ川（セーヴル・ナンテーズ川支流）が流れる。ヴェルドン湖にあるヴェルドン・ダムは一部がコミューンに属している。同様に、モワヌ川からできたリブー湖も一部がモレヴリエに伸びている。無数の小さな河川が南へ、そして北から北西へ向けて流れている。

## 由来
Maulévrierとはラテン語のMalum Leporariumから生じた変異である。Malus Levrium、Malus Leporium、Malus Levrariusとも記されている。アルベール・ドーザの説に反しleporariumはLévrier（ハウンド犬）を意味しないが、Lièvre（ウサギ）のいる公園を意味する。悪しきことを意味するmalusまたはmalと、Leporarium（ウサギの飼われる飼育地はgarenne。ラテン語でleporarium）の組み合わせで、その結果『悪しきウサギの園』（mauvais parc à lièvre）か、『悪しき飼育地』mauvaise garenneとなった。

## 歴史
モワニーという標高の高い場所にあるメンヒルの存在だけが、先史時代からの人の定住の証拠となっている。Portus Namnetum（ナント）とLemonum（ポワチエ）の間を通るローマ街道が、現在のコミューンの北側を通っていた。
できた時期は不明であるが、教会と小修道院があった。1027年以前、モージュ地方がアンジュー伯領に統合されてから、アンジュー伯フルク・ネラは要塞を築いた。モレヴリエの初代領主はエメリ1世である。12世紀初頭、モレヴリエ領主たちはシュミエ領主と対立し、1110年に和平が成立した。モレヴリエ領主、ルノーとボードゥアンは、イングランド王ジョンがブルターニュ公アルテュール1世や、フランス王フィリップ尊厳王と対立すると、利益を得た。13世紀初頭、ルノー・ド・モレヴリエはルイ8世と対立していたトゥアール子爵を支援している。
百年戦争になると、モレヴリエ領主の子ギヨームが1356年のポワティエの戦いで戦死している。1360年、ブレティニーの和約が結ばれると、ルノー・ド・モレヴリエは、イングランドに囚われていたフランス王ジャン2世を釈放させる替わりに人質となるべく、イングランドにわたった貴族の一人だった。1386年、ルノーの娘マリーはジャック・ド・モンブロンと結婚している。
モレヴリエの領地と城はモンブロン家が継承した。1505年、これらの土地はクリストフ・ド・モンブロンの債権者の要求に応じて没収された。土地は1513年にグフィエ家にわたり、1542年には伯爵領に取り立てられた。シャルル・グフィエは1664年に伯爵領をエドゥアール・フランソワ・コルベール（ジャン＝バティスト・コルベールの兄弟）に売却している。エドゥアールは1680年にシャトーを建設している。
18世紀、モレヴリエはアンジェのセネシャル管区、モントルイユ＝ベレのエレクション（行政上、財政上の区画）管区、ショレのグルニエ・ア・セル（塩税を徴収し塩を貯蔵する部門）の一部だった。しかし教会は、ラ・ロシェル司教座に属していた。
フランス革命が始まると、モレヴリエ領主エドゥアール・シャルル・コルベールは国外へ亡命し、1802年頃まで帰国しなかった。司祭は革命政府への宣誓を拒否してスペインへ追放された。1790年、モレヴリエはモレヴリエ小郡の小郡庁所在地となり、1801年の再編でショレ小郡に編入された。
モレヴリエはヴァンデ戦争の中心にいた。1794年1月21日、カファン准将率いる地獄部隊がモレヴリエに到着した。23日、共和国軍はモレヴリエとイゼルネ周辺の村々を荒らし、女性と少女からなる総勢14人を射殺した。1794年1月31日、コミューンとシャトーは地獄部隊によって跡形もなく破壊された。破壊を逃れたのは教会だけであった。
1864年、コミューンの面積の一部が、新設されたコミューン、トゥトルモンドに付け足すべく割譲された。普仏戦争ではコミューン住民の16人が犠牲になった。第一次世界大戦では64人が死に、第二次世界大戦では、ベルゲン・ベルゼン強制収容所へ送られた1人を含む4人が命を落とした。

## 人口統計
| 1962年 | 1968年 | 1975年 | 1982年 | 1990年 | 1999年 | 2008年 | 2013年 |
| ------ | ------ | ------ | ------ | ------ | ------ | ------ | ------ |
| 1579   | 1670   | 1838   | 2330   | 2610   | 2830   | 3011   | 3179   |

参照元:1962年から1999年まで人口の2倍カウントなし。1999年までEHESS/Cassini、2004年以降INSEE

## ギャラリー

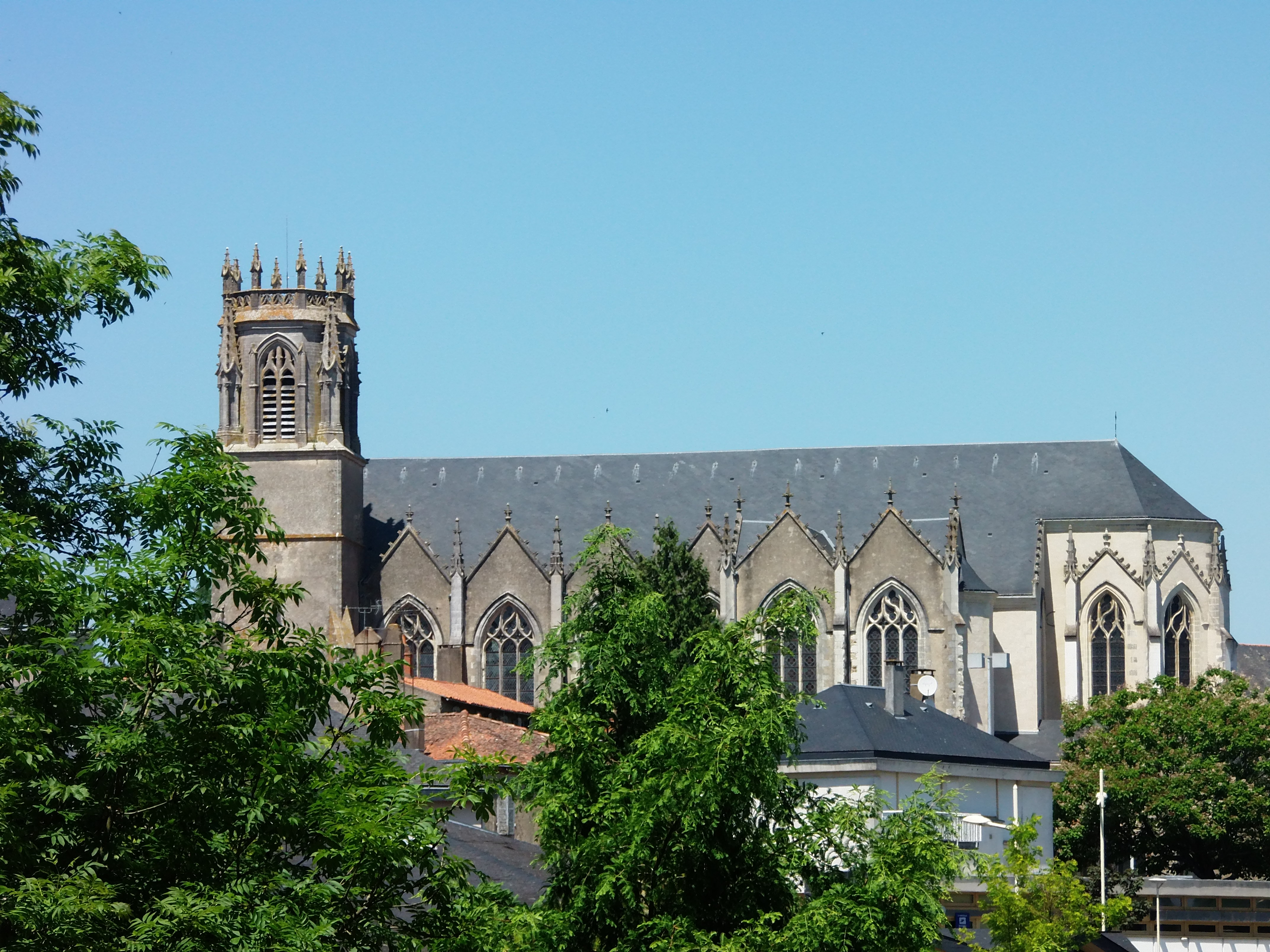
教会
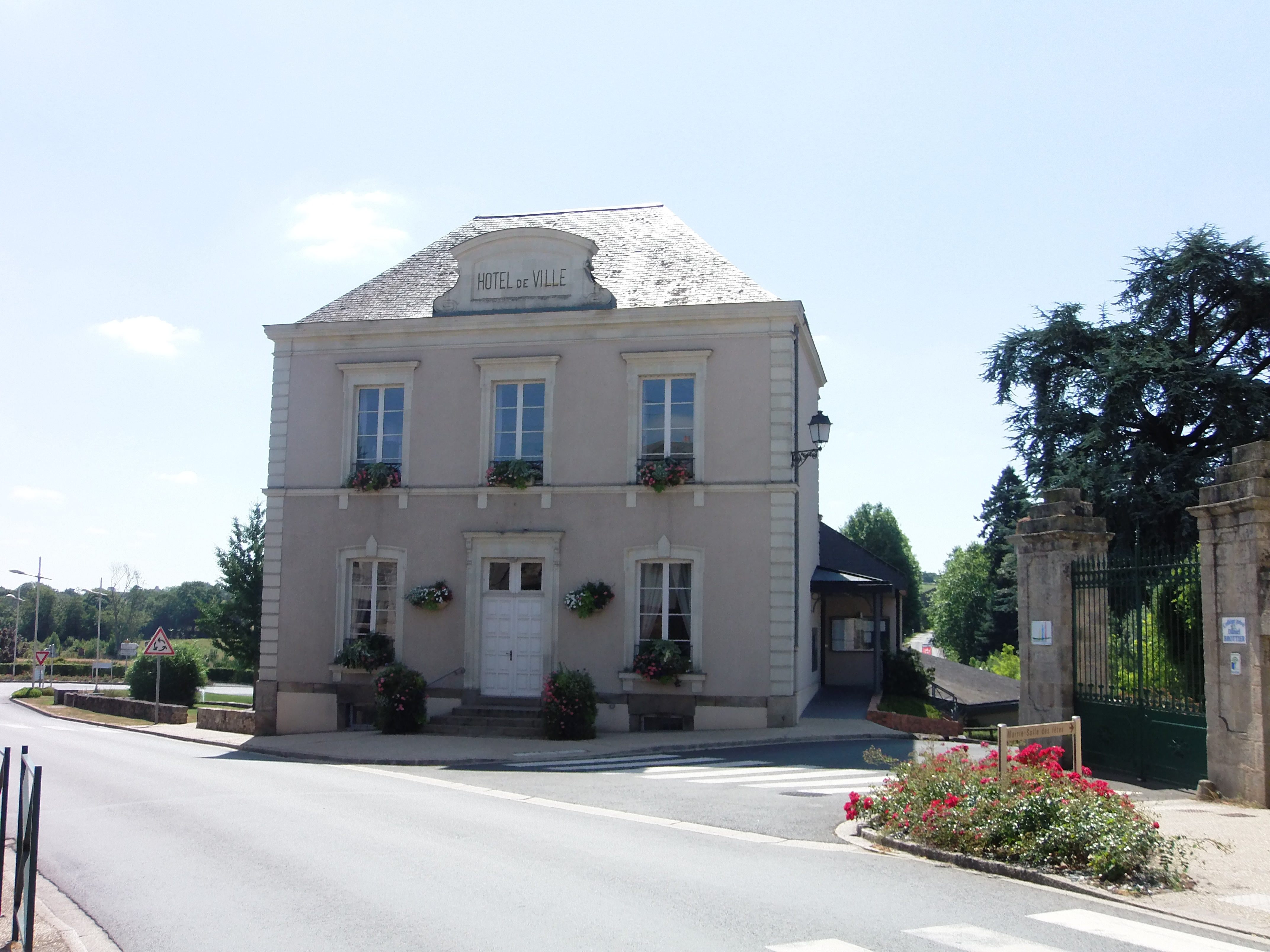
役場
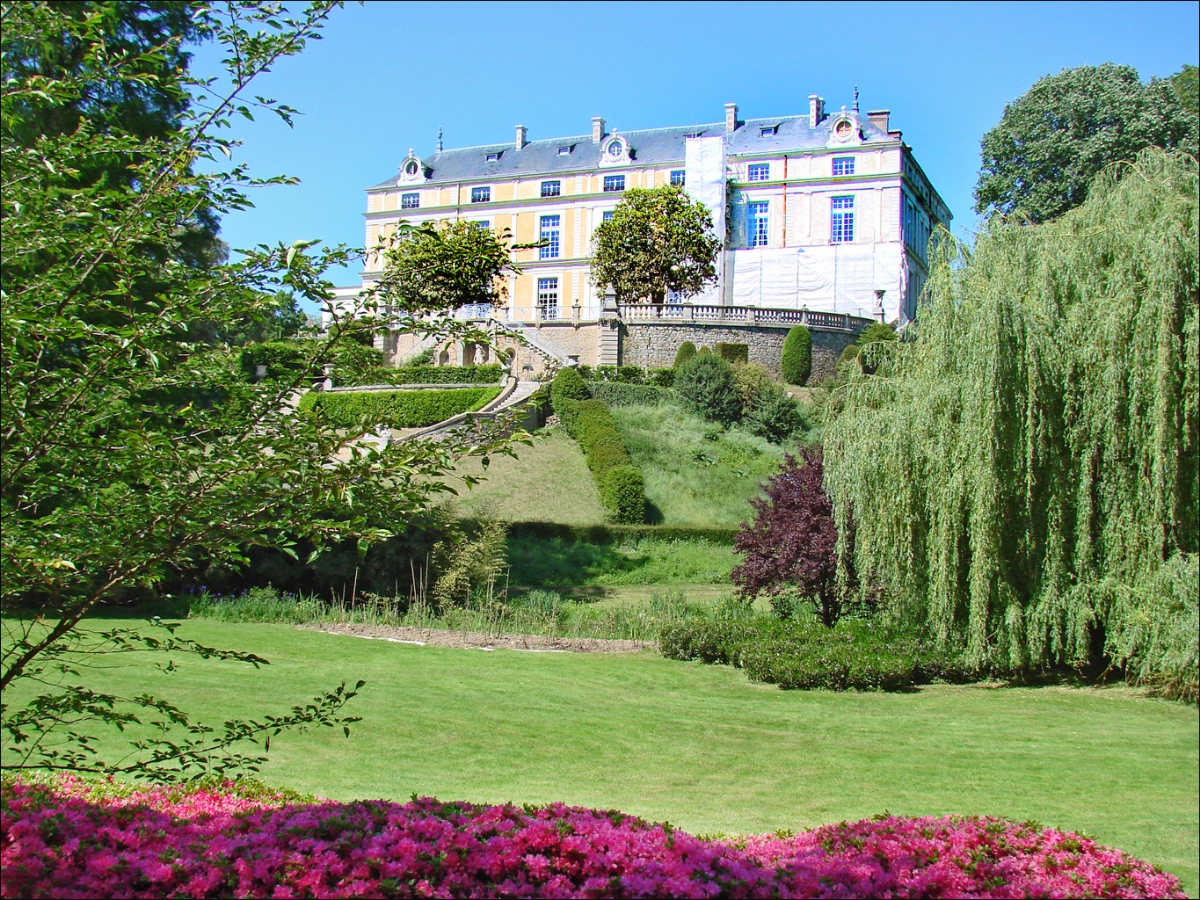
シャトー・コルベール
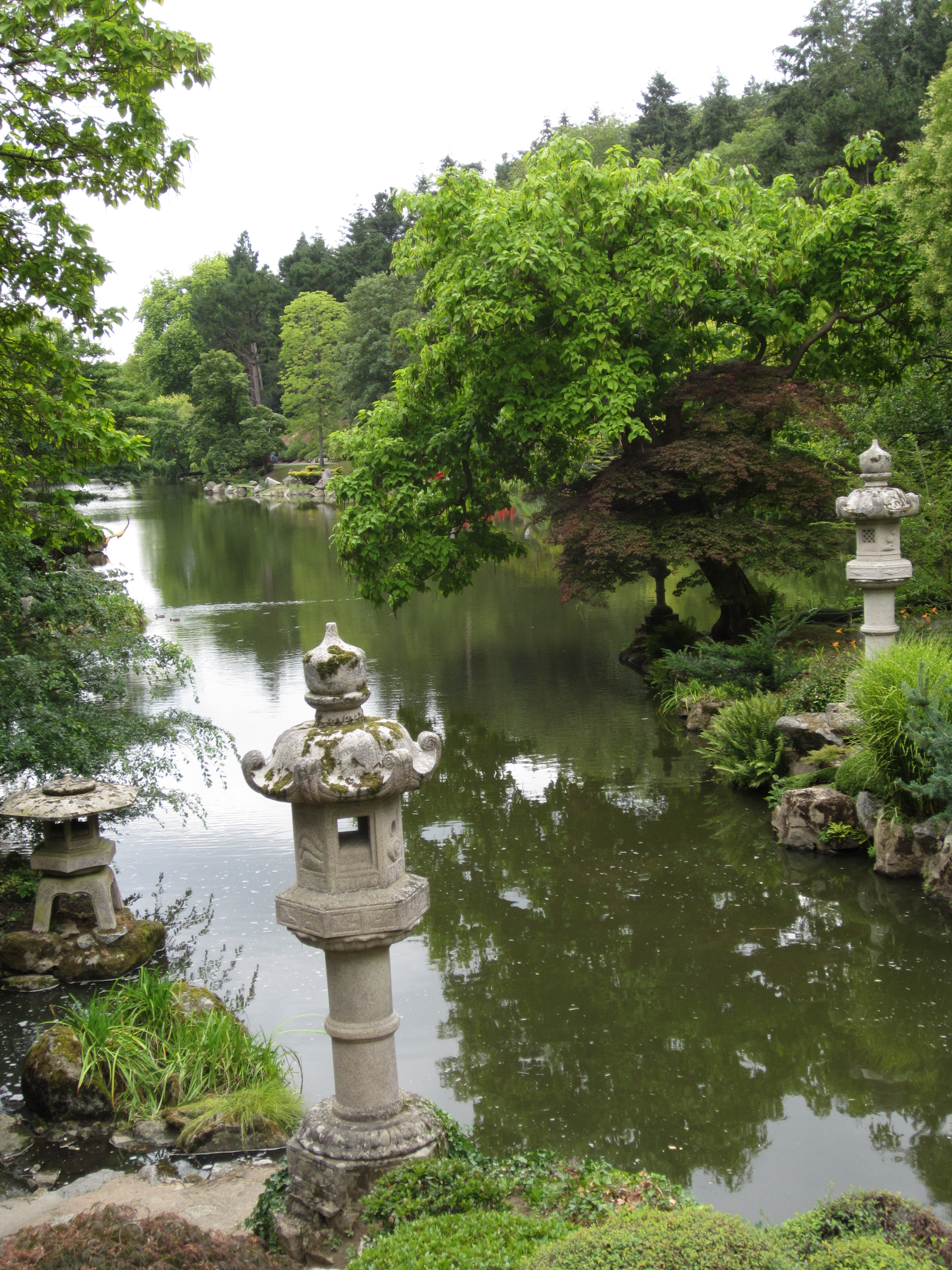
オリエント公園
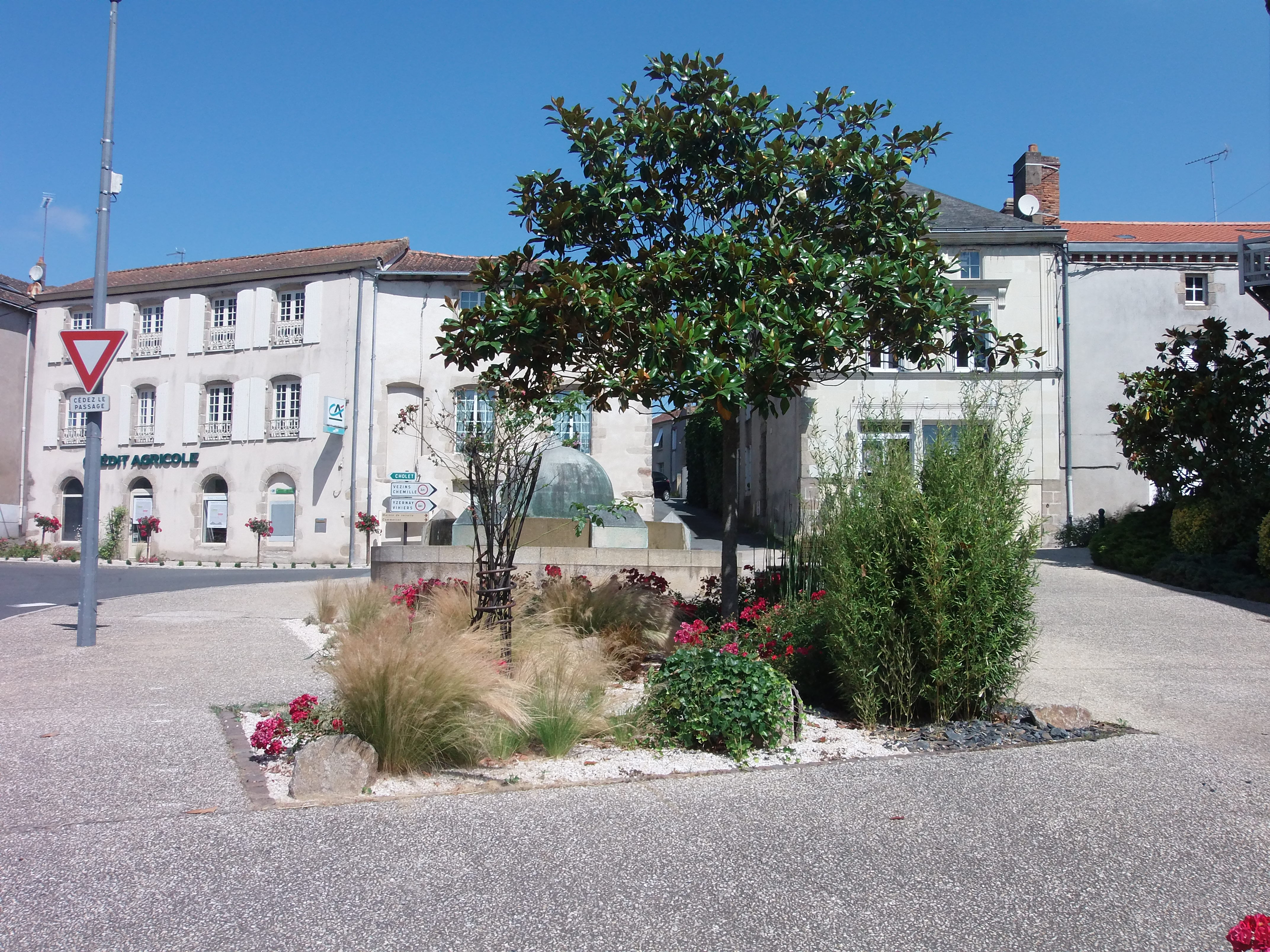
ジョゼフ・フォワイエ広場

## 出身者
- ジャン＝マルク・エロー

## 姉妹都市
- コペ、スイス